# 華丸大吉の2020
『華丸大吉の2020』（はなまるだいきちのにせんにじゅう）は、2015年4月18日未明（17日深夜）から2015年9月19日未明（18日深夜）まで、フジテレビ系列局の一部で放送されていたバラエティ番組である。

## 概要
『THE MANZAI 2014』優勝賞品のレギュラー番組（冠番組）として、優勝者の博多華丸・大吉がMCを務めるバラエティー番組である。華丸・大吉の冠番組は、福岡ローカル番組では2009年4月より『華丸・大吉のなんしようと?』（テレビ西日本）が、フジテレビ系列のBSフジでは『華大の知りたい!サタデー』が放送されていたが、地上波キー局での冠番組は当番組が初めてとなった。
番組は2020年に収録されているという体裁で、「2020年に大活躍している芸人・有名人をゲストに招き、ブレイクまでの歩みを振り返り、そのきっかけとなったネタや歌、エピソードなどを披露してもらう」という内容である。当然、実際には2015年に収録されており、トークはゲストが2020年にブレイクしている設定の"妄想"で行われた。
ゲストには「2020年に国民的スターになる可能性のある、才能ある卵たち」として、『THE MANZAI 2014』の認定漫才師をはじめとする若手芸人のほか、今後の活躍が期待されるパフォーマー、歌手なども出演した。実際にその後のブレイクを果たしたゲストがいる一方で、2020年までに引退・解散・活動停止したゲストもいた。
オープニングや番組の合間には、華丸・大吉やアシスタントであるアンドロイドによる、2020年に起こっている体裁での時事トーク（2015年現在の時事ネタをベースにしていることが多い）や、アンドロイドが出演するイベントの情報（2015年に実際に行われるもの）が挟まれる。エンディングでは、ゲスト直筆のメッセージ入りサイン色紙を披露する。
最終回では、アンドロイド役の小林恵里と石田桃香は人間が扮していたもので、MCの華丸・大吉のほうが、2020年に多忙だったため彼らのアンドロイドが出演していた、というオチが用意されていた。

## 出演者
- 博多華丸・大吉（博多華丸・博多大吉） - MC
- 小林恵里 - アンドロイド
- 石田桃香 - アンドロイド

### ナレーター
いずれもフジテレビアナウンサー。松村以外は週替わりで出演する。
- 春日由実
- 佐々木恭子
- 佐藤里佳
- 戸部洋子
- 新美有加
- 三田友梨佳
- 宮司愛海
- 松村未央 - オープニングナレーション

## ゲスト
放送日はいずれもフジテレビにおけるもの。西暦の2015年は表記を省略する。放送時間は、番組編成の都合（告知番組の放送など）で開始時間が遅れた場合にその旨を記す。ゲスト名および所属事務所・グループは、当番組出演時の名義とする。
| 放送日   | 放送時間         | ゲスト | 備考 |
| -------- | ---------------- | --- | --- |
| 04月18日 |                  | 三四郎 | お笑いコンビ、マセキ芸能社所属 |
| 04月25日 | はあちゅう       | 作家・ブロガー                                                                                            | |
| 05月02日 | 吉澤嘉代子       | シンガーソングライター                                                                                    | |
| 05月09日 | アキナ           | お笑いコンビ、よしもとクリエイティブ・エージェンシー所属                                                  | |
| 05月16日 | フォーリンデブ   | グルメブロガー                                                                                            | |
| 05月23日 | ジョニーレオポン | お笑いコンビ、よしもとクリエイティブ・エージェンシー所属。2017年1月31日解散                               | |
| 05月30日 | THE HOOPERS      | J-POPグループ。2019年1月25日活動停止                                                                      | |
| 06月06日 | 学天即           | お笑いコンビ、よしもとクリエイティブ・エージェンシー所属                                                  | |
| 06月13日 | 武家の女         | ピン芸人、サンミュージックプロダクション所属。2018年2月28日引退                                           | |
| 06月20日 | Happy Cat        | 男性デュオ、番組エンディング曲『Little Eyes』も歌っている                                                 | |
| 06月27日 | もえのあずき     | 大食いアイドル、バクステ外神田一丁目のメンバー。2017年12月31日卒業 プレゼンターとしてフォーリンデブも出演 | |
| 07月11日 | 010分遅れ        | ジャガーズ、スカチャン 山下智久                                                                           | ジャガーズはノーリーズン、スカチャンはよしもとクリエイティブ・エージェンシー所属 山下はジャニーズものまねの解説者として出演                                |
| 07月18日 | 010分遅れ        | 鎌苅健太                                                                                                  | 俳優 |
| 07月25日 | 020分遅れ        | 鬼越トマホーク                                                                                            | お笑いコンビ、よしもとクリエイティブ・エージェンシー所属                                                                                                   |
| 08月01日 |                  | 乙女新党、フラップガールズスクール、 ガチャガチャダンサーズ                                               | アイドルグループ3組の出演 乙女新党は2016年7月3日解散、フラップガールズスクールは2018年4月30日活動停止 ガチャガチャダンサーズは2018年12月31日までに全員卒業 |
| 08月08日 | 010分遅れ        | バカチンブラザーズ                                                                                        | 博多を中心に活動する3人組バンド |
| 08月15日 | 05分遅れ         | 三木大雲、ガリガリガリクソン                                                                              | 三木は日蓮宗の僧侶、ガリガリガリクソンはよしもとクリエイティブ・エージェンシー所属 2週に亘り「真夏の怪談SP」として放送                                     |
| 08月22日 | 010分遅れ        | 三木大雲、ガリガリガリクソン                                                                              | 三木は日蓮宗の僧侶、ガリガリガリクソンはよしもとクリエイティブ・エージェンシー所属 2週に亘り「真夏の怪談SP」として放送                                     |
| 08月29日 | 100分遅れ        | ソラシド                                                                                                  | お笑いコンビ、よしもとクリエイティブ・エージェンシー所属                                                                                                   |
| 09月05日 | 020分遅れ        | erica | シンガーソングライター |
| 09月12日 | 010分遅れ        | アインシュタイン                                                                                          | お笑いコンビ、よしもとクリエイティブ・エージェンシー所属                                                                                                   |
| 09月19日 | 080分遅れ        | フォーリンデブ、田中里奈、桃、Happy Cat                                                                   | 最終回 |

## ネット局
| 放送対象地域   | 放送局                  | 系列           | 放送日時                     | 放送開始日    | 備考       |
| -------------- | ----------------------- | -------------- | ---------------------------- | ------------- | ---------- |
| 関東広域圏     | フジテレビ（CX）        | フジテレビ系列 | 土曜 0:40 – 0:55（金曜深夜） | 2015年4月18日 | 制作局     |
| 宮城県         | 仙台放送（OX）          | フジテレビ系列 | 土曜 0:40 – 0:55（金曜深夜） | 2015年4月18日 | 同時ネット |
| 山形県         | さくらんぼテレビ（SAY） | フジテレビ系列 | 土曜 0:40 – 0:55（金曜深夜） | 2015年4月18日 | 同時ネット |
| 長野県         | 長野放送（NBS）         | フジテレビ系列 | 土曜 0:40 – 0:55（金曜深夜） | 2015年4月18日 | 同時ネット |
| 岡山県・香川県 | 岡山放送（OHK）         | フジテレビ系列 | 土曜 0:40 – 0:55（金曜深夜） | 2015年4月18日 | 同時ネット |
| 愛媛県         | テレビ愛媛（EBC）       | フジテレビ系列 | 土曜 0:40 – 0:55（金曜深夜） | 2015年4月18日 | 同時ネット |
| 鹿児島県       | 鹿児島テレビ（KTS）     | フジテレビ系列 | 土曜 0:40 – 0:55（金曜深夜） | 2015年4月18日 | 同時ネット |
| 福岡県         | テレビ西日本（TNC）     | フジテレビ系列 | 金曜 0:25 - 0:40（木曜深夜） | 2015年4月24日 | 遅れネット |
| 近畿広域圏     | 関西テレビ（KTV）       | フジテレビ系列 | 月曜 2:17 – 2:32（日曜深夜） | 2015年4月27日 | 遅れネット |
| 中京広域圏     | 東海テレビ（THK）       | フジテレビ系列 | 木曜 1:35 – 1:50（水曜深夜） | 2015年4月30日 | 遅れネット |
| 北海道         | 北海道文化放送（UHB）   | フジテレビ系列 | 木曜 1:50 – 2:05（水曜深夜） | 2015年4月30日 | 遅れネット |
| 長崎県         | テレビ長崎（KTN）       | フジテレビ系列 | 金曜 2:05 - 2:20（木曜深夜） | 2015年5月1日  | 遅れネット |
| 青森県         | 青森朝日放送（ABA）     | テレビ朝日系列 | 月曜 10:50 – 11:05           | 2015年5月4日  | 遅れネット |
| 広島県         | テレビ新広島（TSS）     | フジテレビ系列 | 火曜 1:25 - 1:40（月曜深夜） | 2015年5月5日  | 遅れネット |
| 山口県         | テレビ山口（TYS）       | TBS系列        | 不定期放送                   | 不明          | 遅れネット |

## スタッフ
- 構成：堀由史、宮森亮
- TP：高瀬義美
- SW：矢代祐一
- カメラ：河野昌寿
- デスク：高畑知恵子
- VE：山下悠介
- 音声：加瀬悦史
- 照明：藤沢勝
- 美術製作：佐々木順子
- 美術デザイン：武田紗代子
- 美術進行：林勇
- 大道具：鎌田大祐
- 電飾：中みつ子
- アクリル装飾：相原加奈
- CGプロデュース：木本禎子
- CGディレクション：川﨑正裕
- 3DCG：平山智則
- VFX：関根知佳
- メイク：山田かつら
- 編集：横山勇介
- MA：木村亮允
- 音響効果：北澤寛之
- 技術協力：IMAGICA、ニューテレス、fmt、フジアール、RENOVATIO
- フューチャーデザイン：MOKO
- 広報：瀬田裕幸
- デスク：馬場瞳
- TK：江野澤郁子
- AP：利光ともこ
- ディレクター：青木孝之、大馬渡伸
- プロデューサー：朝妻一
- 監修：竹内誠
- 演出：矢崎裕明
- チーフプロデューサー：中嶋優一
- 制作著作：フジテレビ